# 鄭瑄 (崇禎進士)
鄭瑄（1602年—1645年），字漢奉，號鴻逵，福建福州府侯官縣（今福建省福州市）人，明朝政治人物、進士出身。

## 生平
先世為河南固始人。祖父鄭日休，官惠州府推官。父鄭元勳。鄭瑄出生於萬曆三十年（1602年）七月初三。自幼天资聪慧，读书过目不忘。郑瑄喜好文学，与倪元璐、徐石麒等人“以文章相引重”。天啟四年（1624年）福建鄉試中舉人。崇禎四年（1631年），登進士二甲三十九名。，兵部观政，崇禎五年擔任南戶部主事，七年升廣東司員外。崇禎八年任嘉興知府，崇禎十二年任浙江副使。在浙江期間，“政務簡靜，聽訟必折以理”。崇禎十五年，授右僉都御史、任應天巡撫，后改江南巡撫。崇禎十六年十一月，鄭瑄移鎮蕪湖，後徙池陽。崇禎十七年，任南京大理寺卿。，是年十一月罷大理寺卿。隔年（1645年），閏六月，迎立唐王朱聿鍵於福州，擢刑部左侍郎，升工部尚書。鄭瑄曾為鄭成功請發鳥銃，遭到隆武責備。隆武二年（1646年），清將博洛進逼至福州。郑瑄投降，跪泥沙中一整天，但不為博洛所接受，不久去世。

## 著作
著有《昨非庵日纂》二十卷。另有《撫吳疏草》四卷，今不傳。

## 家族
曾祖鄭演，壽官。祖父鄭日休（1532年-1582年），字德卿，號舒軒，惠州府推官。父鄭元勲（1569年-1618年），字無功，號玄圃，庠生。